# Henares
El riu Henares és un riu espanyol, afluent del Jarama, afluent al seu torn del Tajo. Flueix per les províncies de Guadalajara i Madrid. Els seus afluents més importants són els rius Torote, Sorbe i Bornova.

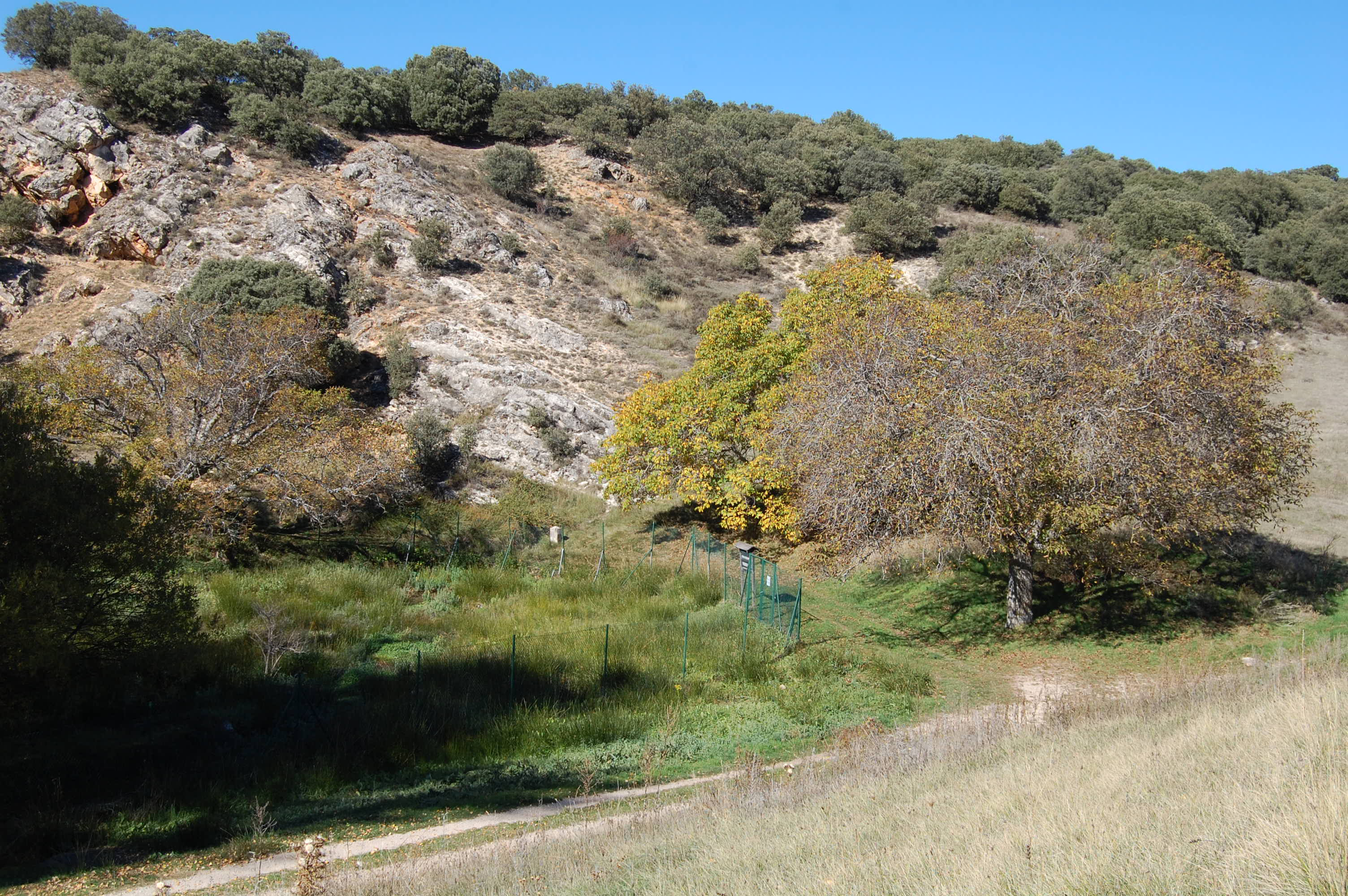
Naixement del riu Henares en Horna (Guadalajara).
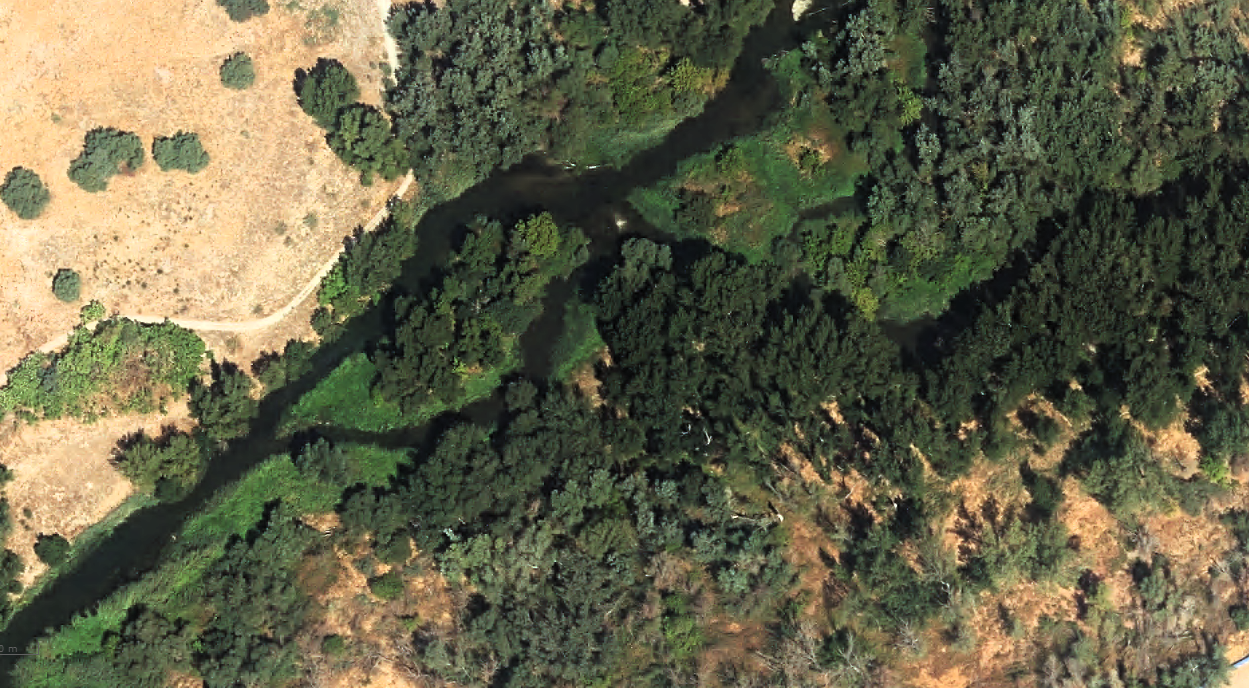
Desembocadura al riu Jarama.